# Matheus Leoni
Matheus Izidorio Leoni (Porto Velho, 1991. szeptember 20. –) brazil labdarúgó.

## Pályafutása
Leoni 2016-ig hazájában, Brazíliában futballozott. 2016 augusztusában a svájci másodosztályú Neuchâtel Xamax igazolta le; a svájci csapatban tizenkét bajnoki mérkőzésen lépett pályára. 2017 és 2020 között nyolcvanhat mérkőzésen lépett pályára a bolgár élvonalban a Beroe Sztara Zagora és az Arda Kardzsali csapataiban. 2021 januárjától 2023 júniusáig a Kisvárda FC labdarúgója volt, tagja volt a 2021–2022-es szezonban az NB I 2. helyén végző gárdának. 2023. június 30-án bejelentették, hogy Kecskeméten folytatja a pályafutását. 

## Sikerei, díjai

### Klubcsapatokban
Kisvárda
- Magyar labdarúgó-bajnokság ezüstérmes: 2021–22